# Helina golbachi
Helina golbachi este o specie de muște din genul Helina, familia Muscidae. A fost descrisă pentru prima dată de John Otterbein Snyder în anul 1957. Conform Catalogue of Life specia Helina golbachi nu are subspecii cunoscute.